# Enigma Rocks
Enigma Rocks är en kulle i Antarktis. Den ligger i Östantarktis. Nya Zeeland gör anspråk på området. Toppen på Enigma Rocks är 2 409 meter över havet.
Terrängen runt Enigma Rocks är lite kuperad. Trakten är obefolkad. Det finns inga samhällen i närheten.